# 会計士
会計士（かいけいし、英語: accountant）は、会計の実務を担う職業。経営者、投資家、課税当局など意思決定者が必要とする、財務状況に関する計算、開示、証明書作成などを業務とする。
会計士の英名「accountant」の語源は、フランス語の動詞「compter」、更にラテン語の動詞「computare」に遡る。中英語では「accomptant」と綴られたが、pの音が脱落し、綴りが現表記に変化した。